# Coleanthus
Coleanthus is een geslacht uit de grassenfamilie (Poaceae). De soorten van dit geslacht komen voor in delen van Europa, Azië en Noord-Amerika.

## Soorten
Van het geslacht zijn de volgende soorten bekend: 
- Coleanthus ambigens
- Coleanthus atractyloides
- Coleanthus grandiflorus
- Coleanthus linifolius
- Coleanthus microphyllus
- Coleanthus subtilis
- Coleanthus wrightii